# David Karp

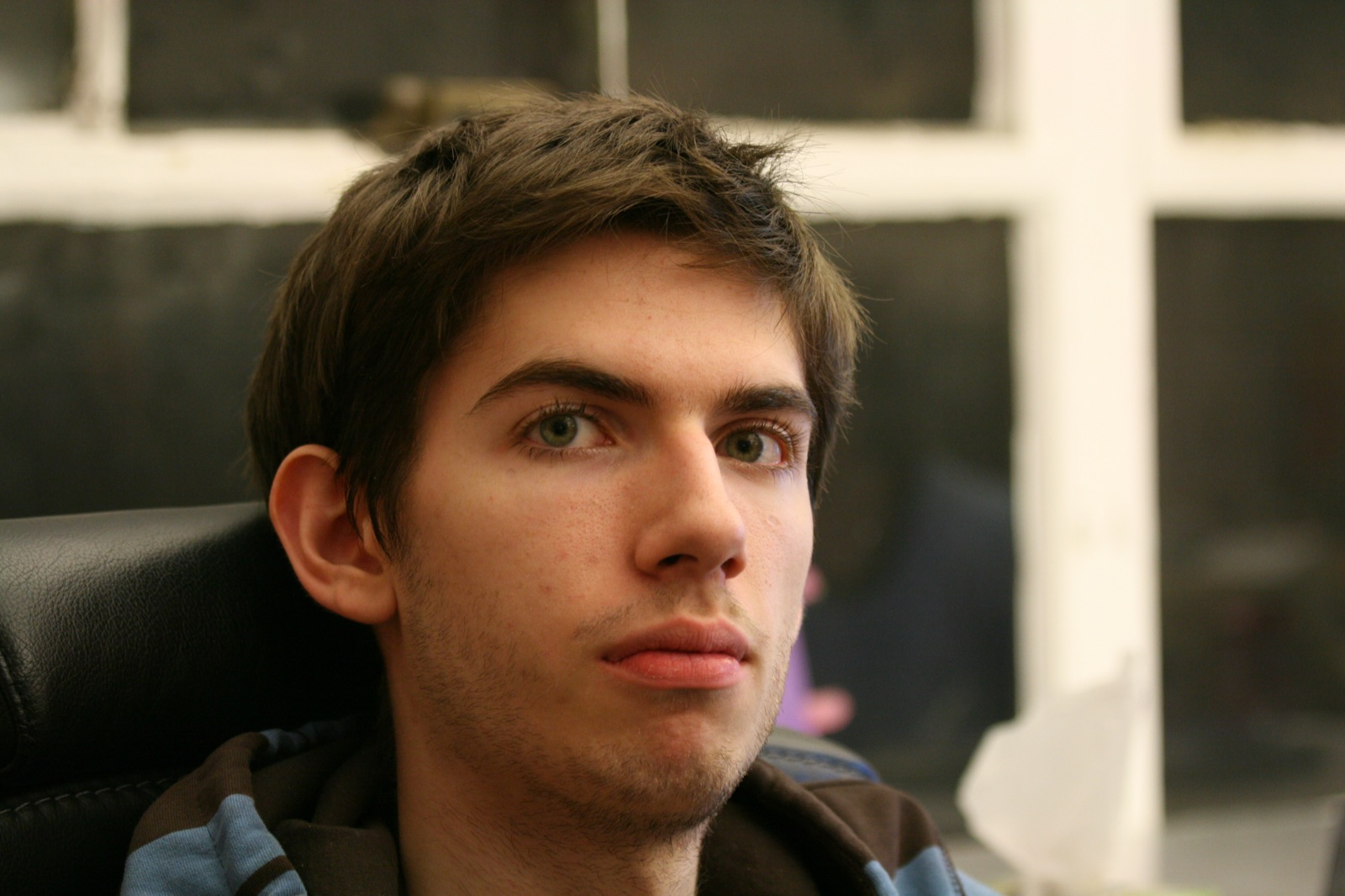
David Karp în 2007

David Karp (n. 6 iulie 1986) este un dezvoltator web american și antreprenor. Locuiește în New York. Este, de asemenea, fondatorul platformei Tumblr.